# Івета Мукучян
Івета Мукучян (вірм. Իվետա Մուկուչյան; 14 жовтня 1986, Єреван) — вірменська співачка, музикантка, авторка пісень і модель. Представляла Вірменію на Пісенному конкурсі Євробачення 2016 із піснею «LoveWave».

## Біографія

### Перші роки
Народилась 14 жовтня 1986 року в Єревані. У 5 років з батьками переїхала до Німеччини. У Гамбурзі закінчила католицьку школу Святого Ансґара.
Вже в дитинстві Івета почала писати свої пісні, але ніколи не думала, що буде співачкою. 2009 року батьки порадили їй повернутися до Вірменії — отримати музичну освіту, яка там була значно дешевшою, ніж у Німеччині.
2009 року Івета повертається на батьківщину і в Єревані закінчує Єреванську консерваторію ім. Комітаса, факультет джазового вокалу.

### Кар'єра
2010 року співачка бере участь у вірменському талант-шоу «Hay Superstar» і займає там 5 місце.
2012 року Івета знову повертається до Німеччини. Вона проходить кастинги на німецьку версію шоу «Голос» — «The Voice of Germany» і потрапляє до команди відомого німецького співака Ксав'є Найду (який сам мало не став представником Німеччини на Євробаченні 2016).

### Євробачення 2016
У жовтні 2015 року стало відомо, що Івета Мукучян представлятиме Вірменію на Пісенному конкурсі Євробаченні 2016 у Стокгольмі, Швеція. Її конкурсна пісня, «LoveWave», була випущена 2 березня 2016 року разом з кліпом. Івета стала однією зі співавторів тексту до пісні.
В результаті голосування Мукучян посіла друге сьоме, набравши 249 балів.